# 작은짧은코과일박쥐
작은짧은코과일박쥐(Cynopterus brachyotis)는 큰박쥐과에 속하는 박쥐의 일종이다. 남아시아와 동남아시아 그리고 인도네시아(보르네오섬)에서 서식하는 작은 박쥐이다. 몸무게는 21~32g이다. 다양한 서식지에서 발견되지만, 저지대 산지 숲과 열대 저지대 우림 그리고 시골, 홍수림, 해안가 식생 지대를 포함한 교란 숲에서 가장 많이 관찰된다.